# Kupfersalmler
Der Kupfersalmler oder Silberspitzensalmler (Hasemania nana, Syn.: Tetragonopterus nanus, Hemigrammus nanus, Hasemania marginata) ist ein friedlicher Schwarmfisch. Im Jahre 1937 wurde der heute beliebte Süßwasserzierfisch erstmals nach Europa eingeführt.

## Verbreitung
Er ist im São Francisco im Südosten Brasiliens und den Quellgebieten des Rio Purus beheimatet. Diese Gewässer besitzen klares Weiß- oder Schwarzwasser.

## Merkmale
Vor allem das Männchen des bis zu 5 cm langen Salmlers zeichnet sich durch seine Kupferglanz-Färbung aus, welcher der Fisch seinen Namen verdankt. Der hintere Teil des schlanken Körpers wird von einem besonders im Schwanzbereich stark ausgeprägten schwarzen Band durchzogen. Rückenflosse, Afterflosse sowie die gegabelte Schwanzflosse sind an den Spitzen leuchtend weiß gefärbt. Das eher silbrig glänzende Weibchen wirkt gedrungener und ist insgesamt dezenter gefärbt.

## Aquaristik
Die Männchen zeigen zur Laichzeit oftmals ein ausgeprägtes Territorialverhalten und nehmen eine deutlich vom Weibchen zu unterscheidende rötliche Färbung an. Der Kupfersalmler stellt als Allesfresser keine besonderen Ansprüche an die Ernährung, freut sich aber dennoch über abwechslungsreiche Nahrung.

### Haltung und Pflege
Da der Kupfersalmler in der Natur in Quellbächen lebt, sollte er neben einer schützenden Bepflanzung genügend freien Schwimmraum haben.

### Rechtsvorschrift in Österreich
In Österreich sind die Mindestanforderungen zur Haltung von Fischen in der Verordnung 486 im §7 und deren Anlage 5 definiert. Siehe dazu auch den Wikipedia-Eintrag Zierfische.
Speziell für Kupfersalmler gilt zusätzlich: Es müssen mindestens 5 Tiere dieser Art gehalten werden und folgende Grenzwerte sind einzuhalten:
|                                  | Wert         | Anmerkung                         |
| -------------------------------- | ------------ | --------------------------------- |
| Mindestgröße des Aquariums       | 60 × 30 × 30 | Länge × Breite × Höhe in [cm]     |
| Bereich für die Wassertemperatur | 22 – 28      | Grad Celsius [°C]                 |
| Bereich für die Wasserhärte      | 0 – 15       | Grad deutscher Gesamthärte [⁰dGH] |
| Bereich pH-Wert                  | 5,0 – 8,0    | Säuregrad                         |
| Maximalwert Nitrat               | 50           | [mg/l]                            |